# Carl Christian Rafn
Pour les articles homonymes, voir Rafn.
Carl Christian Rafn (16 janvier 1795 - 20 octobre 1864) est un archéologue et philologue danois. 

## Biographie
Son travail attire l'attention du monde sur l'histoire nordique ancienne et la littérature en vieux norrois. Entre autres choses, il est le premier scientifique à soutenir et populariser la théorie de la découverte de l'Amérique par les Vikings, des siècles avant les voyages de Christophe Colomb.
Rafn s'intéresse en particulier à la découverte du Vinland, lieu mentionné dans les sagas islandaises. Rafn estime que le Vinland correspond à la région actuellement dénommée Nouvelle-Angleterre, aux États-Unis. Sa théorie est partiellement confirmée dans les années 1960, par la découverte de vestiges d'un campement viking à Terre-Neuve.